# Goudzoeker

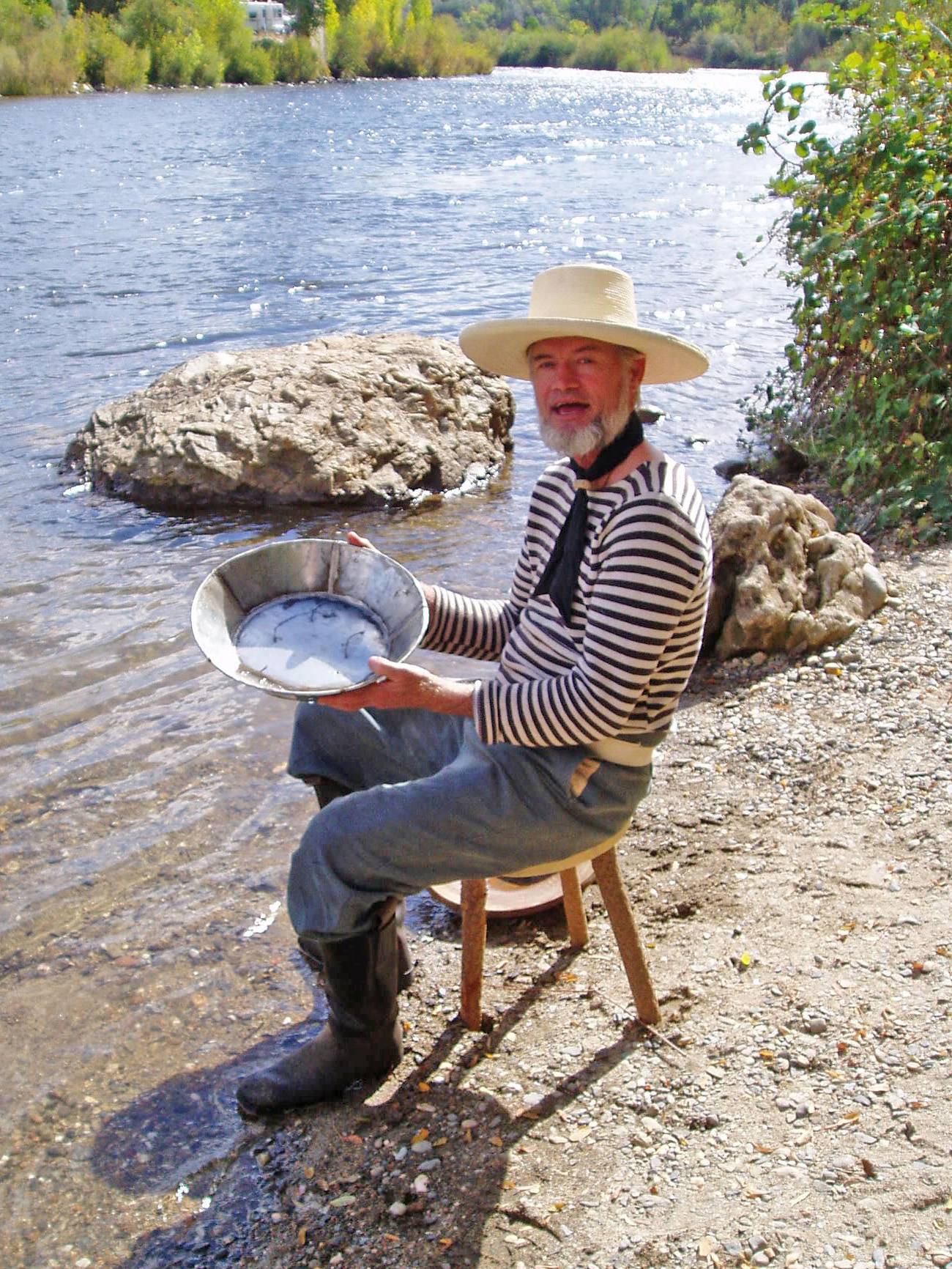
Een goudzoeker in actie aan een rivier

Een goudzoeker of gouddelver is een persoon die als beroep heeft goud te vinden en te delven. Het beroep kende zijn hoogtepunt in de 19e eeuw, toen er in het grotendeels onbekende Amerika op verscheidene plekken grote hoeveelheden goud werden gevonden.

## Ontstaan
Vooral arme mensen die hoorden van het "grote goud" in Amerika raakten besmet met de goudkoorts. Ze reisden massaal naar plaatsen waar goud gevonden was. Zo ontstonden de Californische goldrush en de Goldrush van Klondike. Goudzoekers waren dus veelal migranten. Mede door deze goudzoekers kwam de economie in Amerika op gang en werd Californië de 31e staat van Amerika. Goudzoekers waren daarnaast ook actief in plaatsen in Argentinië, Canada, Chili en Australië.

## Moderne goudzoekers

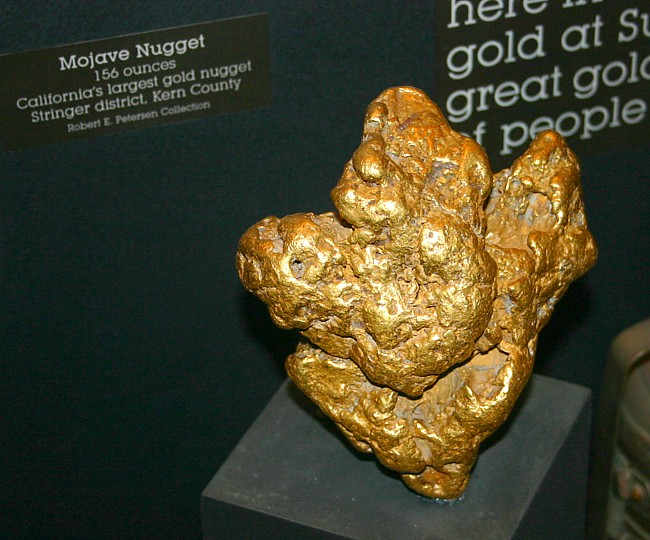
De Mojave Nugget, een goudklomp van 4,9 kg die in 1977 in Californië werd gevonden met behulp van een metaaldetector

Ook heden ten dage zijn nog velen als goudzoeker werkzaam, vooral in ontwikkelingslanden en dikwijls onder erbarmelijke omstandigheden en soms met dramatische gevolgen voor het milieu, onder meer in het Braziliaanse Amazonebekken, Suriname, Chili en Mexico.
In veel landen in de wereld wordt het zoeken naar goud ook als vrijetijdsbesteding of hobby beoefend, zoals in de Verenigde Staten (vooral in het westen), Canada (Yukon), Zuid-Afrika, Australië en Nieuw-Zeeland (vooral in Otago), maar ook in Europese berggebieden, zoals in Wales (onder meer in Gwynedd), Duitsland, Zweden, Zwitserland en Oostenrijk (Raurisdal, Hohe Tauern). Hobbyisten maken soms gebruik van een metaaldetector om naar goudklompen te zoeken.

## Werkwijze
Traditioneel wordt gebruikgemaakt van een schaal (goudpan) om de grond te zeven. Hierbij wordt de goudpan met grondmateriaal en water gevuld en zorgt een lichte, regelmatige draaibeweging en af en toe schudden ervoor dat de bestanddelen als gevolg van hun verschillende soortelijke massa of dichtheid gescheiden worden. De deeltjes met een hogere dichtheid verzamelen zich op de bodem, de lichtere aan de rand. Door de goudpan een beetje te kantelen laat men het water met sediment (modder, zand, grint e.d.) vervolgens over de rand weglopen. Nadat men dit enige keren herhaald heeft, blijven de zware bestanddelen (goud, maar ook platina en zware mineralen) in geconcentreerde vorm op de bodem achter.

## Overdrachtelijk gebruik
In figuurlijke zin is een goudzoeker een pejoratieve term voor iemand die opzettelijk en uit hebzucht een rijke huwelijkspartner uitzoekt. Soms wordt het Engelse leenwoord golddigger in deze betekenis gebruikt.